# Hågåån
Hågåån är en å norr om Idre i Älvdalens kommun i norra Dalarna. Den börjar som ett utlopp från Övre Hågåsjön, passerar Yttre Hågåsjön och ansluter sedan till Storån vid Hällsjöfors strax norr om Hällsjön.

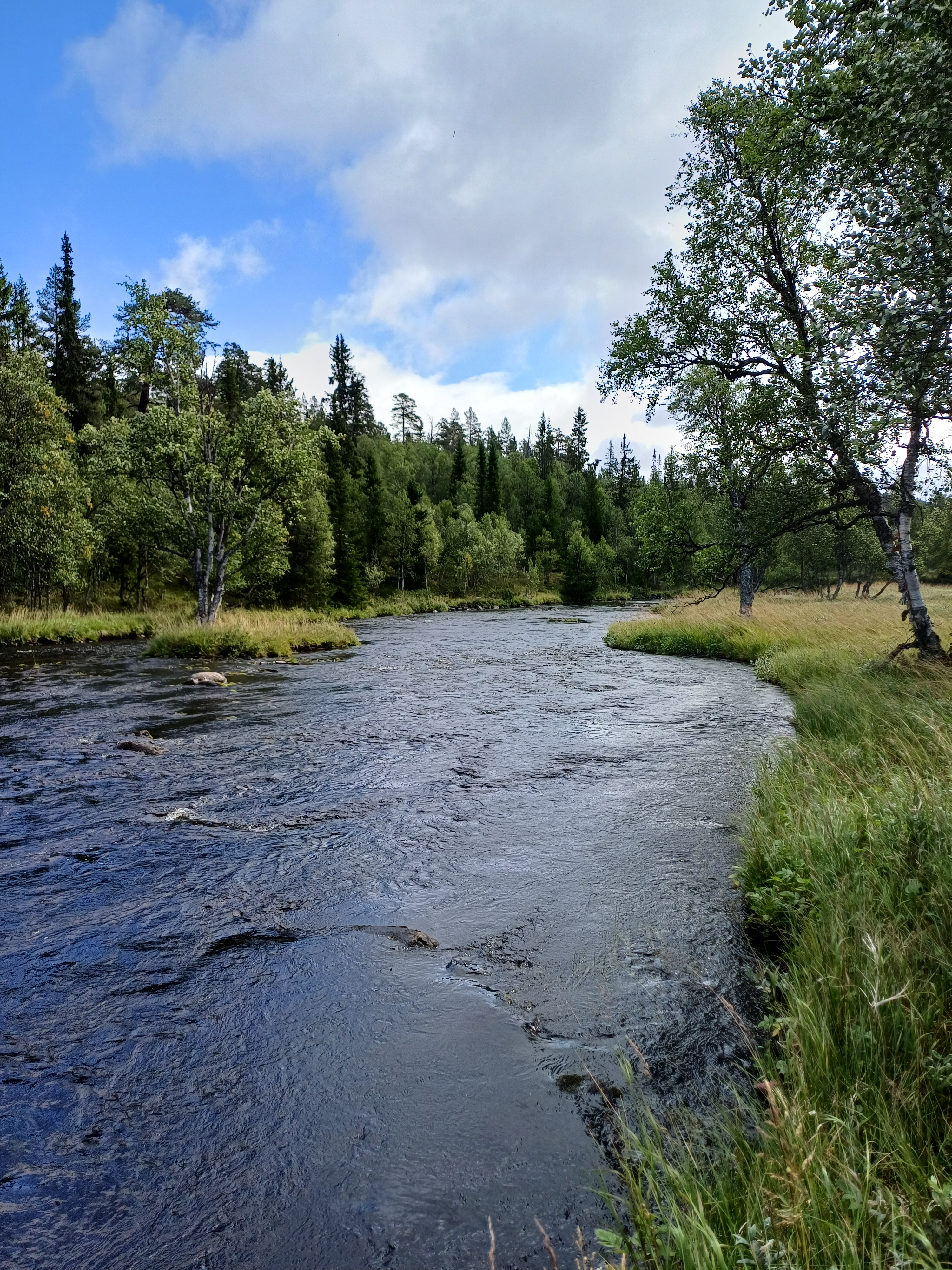
Hågåån, cirka 7 kilometer uppströms från Hällsjön